# جائزة البرازيل الكبرى 1976
جائزة البرازيل الكبرى 1976 هو سباق فورمولا 1 أقيم بتاريخ 25 يناير 1976 في البرازيل. كان الأول من أصل 16 في بطولة العالم لسباقات الفورمولا واحد موسم 1976. حلّ النمساوي نيكي لاودا أولا بينما جاء الفرنسي باتريك ديبايلير في المركز الثاني.